# Columbia (Maryland)
Columbia è un census-designated place dello Stato del Maryland, nella contea di Howard.
Columbia è un sobborgo di Baltimora, sorto negli anni sessanta, pianificato a tavolino. Il creatore e propugnatore, James W. Rouse, ha posto alla base del progetto principi non solo urbanistici ed economici ma anche capaci di superare gli steccati religiosi, razziali e di qualsiasi forma di segregazione. Oggi la cittadina è cresciuta forse oltre ogni previsione e pur somigliando a molti altri sobborghi metropolitani americani, conserva molto dei caratteri etici che l'hanno originata.
Nel 2006 la rivista Money ha classificato Columbia (insieme alla vicina Ellicott City) al 4º posto tra le 100 località più vivibili degli Stati Uniti, nel 2008 è passata all'8º posto.